# Вікліфф Джума
Вікліфф Джума Олуоч (англ. Wycliffe Juma Oluoch, нар. 6 травня 1980, Найробі) — кенійський футболіст, що грав на позиції півзахисника, зокрема, за клуби «Матаре Юнайтед» та норвезький «М'єлнер», а також національну збірну Кенії.

## Клубна кар'єра
У футболі дебютував 2000 року виступами за команду «Матаре Юнайтед», в якій провів шість сезонів. 
Своєю грою за цю команду привернув увагу представників тренерського штабу норвезького клубу «Лев-Гам», до складу якого приєднався 2006 року. Відіграв за команду з Бергена наступний сезон своєї ігрової кар'єри. Більшість часу, проведеного у складі «Лев-Гам», був основним гравцем команди.
2008 року уклав контракт з клубом «Нібергсунд», у складі якого провів наступні два роки своєї кар'єри гравця.  Граючи у складі «Нібергсунда» також здебільшого виходив на поле в основному складі команди.
2011 року перейшов до клубу «М'єлнер», за який відіграв 3 сезони.  Завершив професійну кар'єру футболіста виступами за команду «М'єлнер» у 2014 році.

## Виступи за збірну
2006 року дебютував в офіційних матчах у складі національної збірної Кенії. Протягом кар'єри у національній команді провів у її формі 2 матчі.